# Trojmiasto.pl
Trojmiasto.pl – jeden z największych i najpopularniejszych regionalnych portali informacyjnych w Polsce, skoncentrowany na Trójmieście – Gdańsku, Gdyni i Sopocie. Serwis istnieje od 1998 roku i pełni funkcję głównego źródła informacji lokalnych dla mieszkańców oraz turystów odwiedzających ten region. 
Portal prezentuje aktualne wiadomości z Gdańska, Gdyni i Sopotu, wydarzenia kulturalno-rozrywkowe i sportowe, recenzje oraz felietony. Zawiera katalog trójmiejskich firm i instytucji, pełny kalendarz imprez w Trójmieście, Serwis Ogłoszeń, przewodnik turystyczny, i lokalne fora dyskusyjne. Utrzymuje kilkanaście serwisów tematycznych, m.in. Sport,, Biznes, Kultura, Rozrywka, Dom, Dziecko, Kino, Moto, Nauka, Praca, Zdrowie i Uroda, Aktywne Trójmiasto, Trendy i Styl. 

## Główne funkcje i treści portalu
Aktualności – bieżące informacje z Gdańska, Gdyni i Sopotu, w tym wiadomości społeczne, gospodarcze, kulturalne i sportowe.
Raport z Trójmiasta - miejsce, które umożliwia użytkownikom dzielenie się na bieżąco informacjami z życia Trójmiasta – głównie dotyczącymi utrudnień drogowych, wypadków, zdarzeń losowych, ale także nietypowych sytuacji w przestrzeni publicznej.
Kalendarz wydarzeń – rozbudowany harmonogram imprez kulturalnych, koncertów, spektakli, wydarzeń sportowych i rodzinnych.
Katalog firm i usług – lokalna baza firm, restauracji, sklepów oraz punktów usługowych z opiniami użytkowników.
Ogłoszenia – darmowe i płatne ogłoszenia m.in. w kategoriach: nieruchomości, praca, motoryzacja czy rzeczy używane.
Forum dyskusyjne – aktywna społeczność użytkowników komentujących lokalne sprawy, wydarzenia i tematy społeczne.
Transport i komunikacja – informacje o ruchu drogowym, objazdach, rozkładach jazdy oraz utrudnieniach.
Turystyka i przewodnik – przewodniki po Trójmieście, opisy atrakcji turystycznych, plaż, tras rowerowych czy miejsc na weekend.

## Historia
Serwis pojawił się w Internecie w sierpniu 1998 roku. Pomysłodawcą i twórcą serwisu jest Michał Kaczorowski, który pełni funkcję Prezesa Zarządu i Redaktora Naczelnego Portalu.
- 1998 – powstanie witryny pod nazwą Trójmiejski Serwis Informacyjny. Pierwsze wyniki oglądalności: ok. 300-500 wyświetleń dziennie. Trójmiejski Serwis Informacyjny udostępniał informacje o lokalnych imprezach, restauracjach i klubach.
- 1999 – stworzenie katalogu firm z możliwościami reklamowymi. Pojawienie się prezentacji rozkładów jazdy SKM i ZKM oraz serwisu z informacjami o seansach kinowych.
- 2000 – zmiana nazwy z Trójmiejskiego Serwisu Informacyjnego na Portal Regionalny Trojmiasto.pl. Powstało wtedy istniejące do dziś logo z mewą.
- 2001 – powstanie serwisu wiadomości z Trójmiasta oraz serwisu sportowego. Wprowadzono możliwość komentowania artykułów.
- 2003 – powstanie hasła „Moje miasto to Trójmiasto”.
- 2002–2006 – powstanie nowych serwisów, tj. dom, mapa, moto, nauka, ogłoszenia, rowery, rozrywka, sylwester, weselnik, wybory, zdrowie i uroda.
- 2008 – obchody jubileuszu dziesięciolecia. Pierwsza Gala Nagród Niezależnych „Skrzydła Trójmiasta”. Przekształcenie firmy z działalności gospodarczej na spółkę z ograniczoną odpowiedzialnością.
- 2011 – uruchomienie trójmiejskiej telewizji internetowej trojmiasto.tv.

- 2012 – otwarcie oddziału redakcji w Gdyni.
- 2014 - uruchomienie aplikacji mobilnej na system Android , i iOS ,
- 2018 -  portal obchodził 20-lecie działalności
- 2019 - przeniesienie siedziby firmy do nowoczesnego biurowca przy ul. Heweliusza 18.
- 2023 - portal obchodził 25-lecie działalności[4]

## Oglądalność
Liczba użytkowników oglądających strony Trojmiasto.pl sukcesywnie rośnie. Portal od lat jest w ścisłej czołówce najpopularniejszych serwisów regionalnych. W październiku 2024 r. zanotowano 2,56 mln użytkowników oraz 11 minut i 28 sekund średniego czasu korzystania (dane z Mediapanelu). 
Według badania Mediapanel PBI/Gemius w maju 2025 roku serwis miał 2,4 mln użytkowników (10,7 proc. mniej niż w kwietniu). 

## Raport czytelnika[7]
Raport czytelnika Trojmiasto.pl to autorska sekcja twórców Portalu, przestrzeń do dzielenia się przez mieszkańców Trójmiasta swoimi spostrzeżeniami, zdjęciami i filmami dotyczącymi bieżących zdarzeń z Gdańska, Gdyni i Sopotu. Jest to wyjątkowa forma aktywnego uczestnictwa lokalnej społeczności w dokumentowaniu i komentowaniu zdarzeń - nie tylko miejskich. 
Raport czytelnika to zgłoszenie, które może zawierać tekst, zdjęcia lub filmy, dotyczące wydarzeń, takich jak: wypadki, awarie, nietypowe zjawiska pogodowe czy inne interesujące sytuacje. Użytkownicy mogą przesyłać swoje materiały za pomocą formularza dostępnego na stronie lub w aplikacji mobilnej Trojmiasto.pl. Zgłoszenia na Trojmiasto.pl są moderowane - publikowane są te,  które są zgodne z regulaminem i mają wartość informacyjną.

## Skrzydła Trójmiasta
Skrzydła Trójmiasta to nagroda przyznawana w latach 2008-2018 przez czytelników Trojmiasto.pl instytucjom, przedsięwzięciom, inicjatywom, które zmieniały oblicze Trójmiasta oraz budowały jego pozytywny wizerunek w Polsce. Idea nagrody zakłada promowanie przedsięwzięć, wydarzeń oraz osób, które sprawiają, że w Trójmieście żyje się lepiej, pracuje ciekawiej i wypoczywa pełniej. Laureaci wybierani byli w internetowym głosowaniu czytelników. Nagrodą była statuetka przedstawiająca trzyczęściowe skrzydło symbolizujące wolność, jak i jedność związaną z tworzeniem wyjątkowej polskiej aglomeracji.

## Ranking firm portalu Trojmiasto.pl
Obecnie formą docenienia firm i instytucji z Trójmiasta jest Ranking firm Portalu Trojmiasto.pl. Jest to cykliczne zestawienie najlepszych przedsiębiorstw działających w Trójmieście, opracowywane na podstawie opinii i ocen użytkowników portalu. Jest to jedno z najważniejszych narzędzi dla mieszkańców i turystów poszukujących sprawdzonych usługodawców w regionie. Rankingi są tworzone w ramach cyklu „Ranking Najlepszych” i obejmują różnorodne branże, takie jak: nauka jazdy, hydraulika, sprzątanie, fryzjerstwo, dietetyka, stomatologia, agencje nieruchomości, szkoły średnie, weterynaria i wiele innych.
Firmy, które uplasują się na pierwszych trzech pozycjach, mogą otrzymać profesjonalne materiały promocyjne, takie jak naklejki z kodem QR będące bezpośrednim połączeniem z wizytówką firmy na portalu, jak i dyplom potwierdzający uzyskanie jednego z najlepszych wyników za  dany rok. 